# Каридия (Кайлярско)
Каридия (на гръцки: Καρυδιά) е бивше село в Егейска Македония, Гърция, дем Еордея, област Западна Македония.

## География
Селото е било разположено на 880 m надморска височина, в североизточните склонове на Мурик (Мурики), западно от Сълпово (Ардаса) и южно от Радунища (Криовриси).

## История
Каридия е колибарско селище, регистрирано за пръв път на 19 януари 1962 година като част от община Сълпово. На 6 декември 1993 година е закрито и присъединено към Радунища.
| Година    | 1913 | 1920 | 1928 | 1940 | 1951 | 1961 | 1971 | 1981 | 1991 | 2001 | 2011 | 2021 |
| --------- | ---- | ---- | ---- | ---- | ---- | ---- | ---- | ---- | ---- | ---- | ---- | ---- |
| Население |      |      |      |      |      |      | 0    | 0    | 0    |      |      |      |